# Cá marlin sọc
Cá marlin sọc (tên khoa học: Kajikia audax) là một loài cá marlin có trên toàn cầu ở các đại dương nhiệt đới đến ôn đới, không xa bề mặt nước. Đây là loài cá thương mại và cá thể thao được ưa chuộng, mặc dù đã có các biện pháp bảo tồn để hạn chế việc đánh bắt vì mục đích thương mại. Là loài săn mồi sống dưới nước, chúng săn mồi vào ban ngày từ độ sâu 100 mét (330 ft) cho đến bề mặt nước. Một trong những loại thức ăn chính của loài này là cá mòi.

## Mô tả

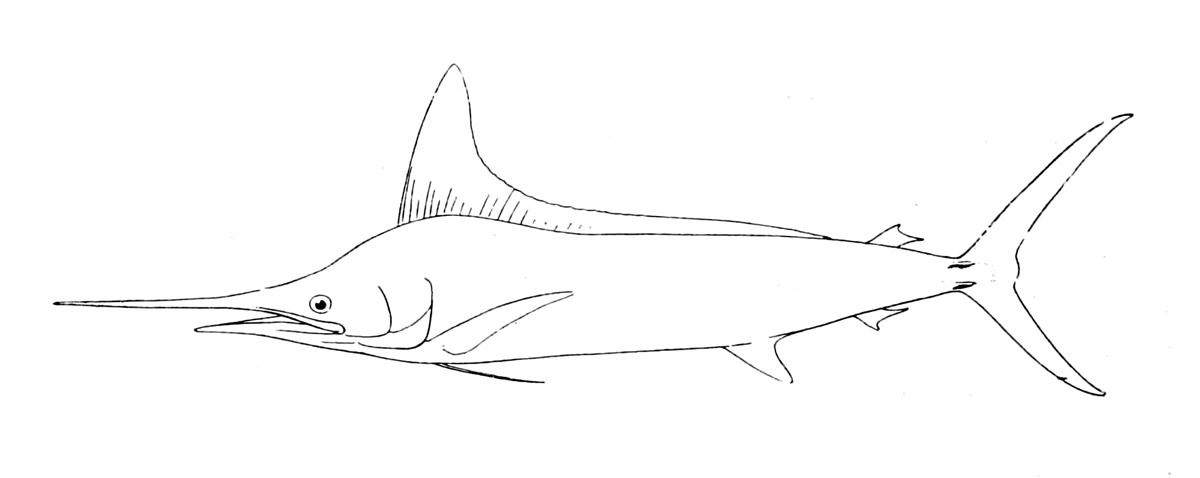
Bản vẽ một con cá marlin sọc trưởng thành

Cá marlin sọc có dạng thân giống như một quả ngư lôi, với màu sắc màu xanh đậm hoặc đen ở trên và màu trắng bạc ở dưới, chiều dài trung bình là 2,9 mét (9,5 foot), có thể đạt đến tối đa là 4,2 m (13,8 ft) và trọng lượng lên tới 220 kg (490 lb). Loài này có khoảng 12-20 sọc xanh lam rõ rệt ở hai bên thân, chúng vẫn xuất hiện ngay cả sau khi chết. Các tế bào sắc tố chuyên biệt dưới da có thể co lại hoặc giãn ra, cho phép các sọc thên cá chuyển từ màu xanh lam sang màu hoa oải hương khi cá bị kích thích.

## Phân bố và môi trường sống
Cá marlin sọc là loài cá sống ở tầng nước mặt, tuy chúng sống xa bờ nhưng ở gần bề mặt nước. Loài này phân bố rộng rãi trên toàn thế giới và thường được tìm thấy ở các vùng nước nhiệt đới và/hoặc ôn đới. Một nghiên cứu về sở thích môi trường sống xác định rằng vùng biển phía đông Thái Bình Dương là một trong những vùng nước lý tưởng nhất để loài này sinh sống. Ngoài ra, người ta còn phát hiện ra rằng quần thể lớn nhất của loài này cư trú ở các vùng nước có nồng độ oxy hòa tan từ 4,5 đến 5,5 mL/L và nhiệt độ bề mặt biển từ 20 đến 28 độ C. 
Mức độ Diệp lục a có tầm quan trọng lớn nhất khi đề cập đến sự phân bố của cá marlin sọc. Nồng độ diệp lục a cao trong một khối nước biểu thị năng suất cao hoặc mức độ dinh dưỡng cao trong hệ sinh thái dưới nước đó. Sự phong phú của các chất dinh dưỡng hỗ trợ sự phát triển của thực vật thủy sinh và tảo, góp phần vào sự tập hợp các loài ăn chúng, là những loại thức ăn chính của cá marlin sọc.
Một nghiên cứu đã quan sát thấy rằng loài này có xu hướng chiếm giữ các vùng nước sâu vào ban ngày và thường tụ tập gần bề mặt vào ban đêm, thường được biết đến với thuật ngữ mô hình di cư theo chiều dọc. Những mô hình này nổi bật ở tất cả các khu vực được thử nghiệm trong nghiên cứu, bao gồm vùng biển ngoài khơi Úc, New Zealand, México, California và Ecuador.

## Vòng đời
Cá marlin sọc có thể sống tới 10 năm và đạt độ tuổi trưởng thành về mặt sinh dục ở 1–2 tuổi hoặc 1,4 m (4,6 ft) chiều dài đối với cá đực và 1,5-2,5 tuổi hoặc 1,8 m (5,9 ft) chiếu dài đối với cá cái. Cá cái đẻ trứng liên tục trong mùa sinh sản vào mùa hè, bao gồm từ 4 đến 41 lần sinh sản, với những con cái đẻ hàng loạt tới 120 triệu trứng sau mỗi vài ngày.

## Săn mồi
Cá marlin sọc là loài săn mồi hàng đầu. Chúng ăn nhiều loại cá, chủ yếu là cá mòi, cá thu, cá ngừ nhỏ và động vật chân đầu. Một nghiên cứu ngoài khơi bờ biển México cho thấy loài cá này thích sống theo đàn như cá sa ba, Etrumeus sadina và Sardinops caeruleus. Chúng cũng ăn một số loài mực, phổ biến nhất là mực ống lớn.

## Bảo tồn

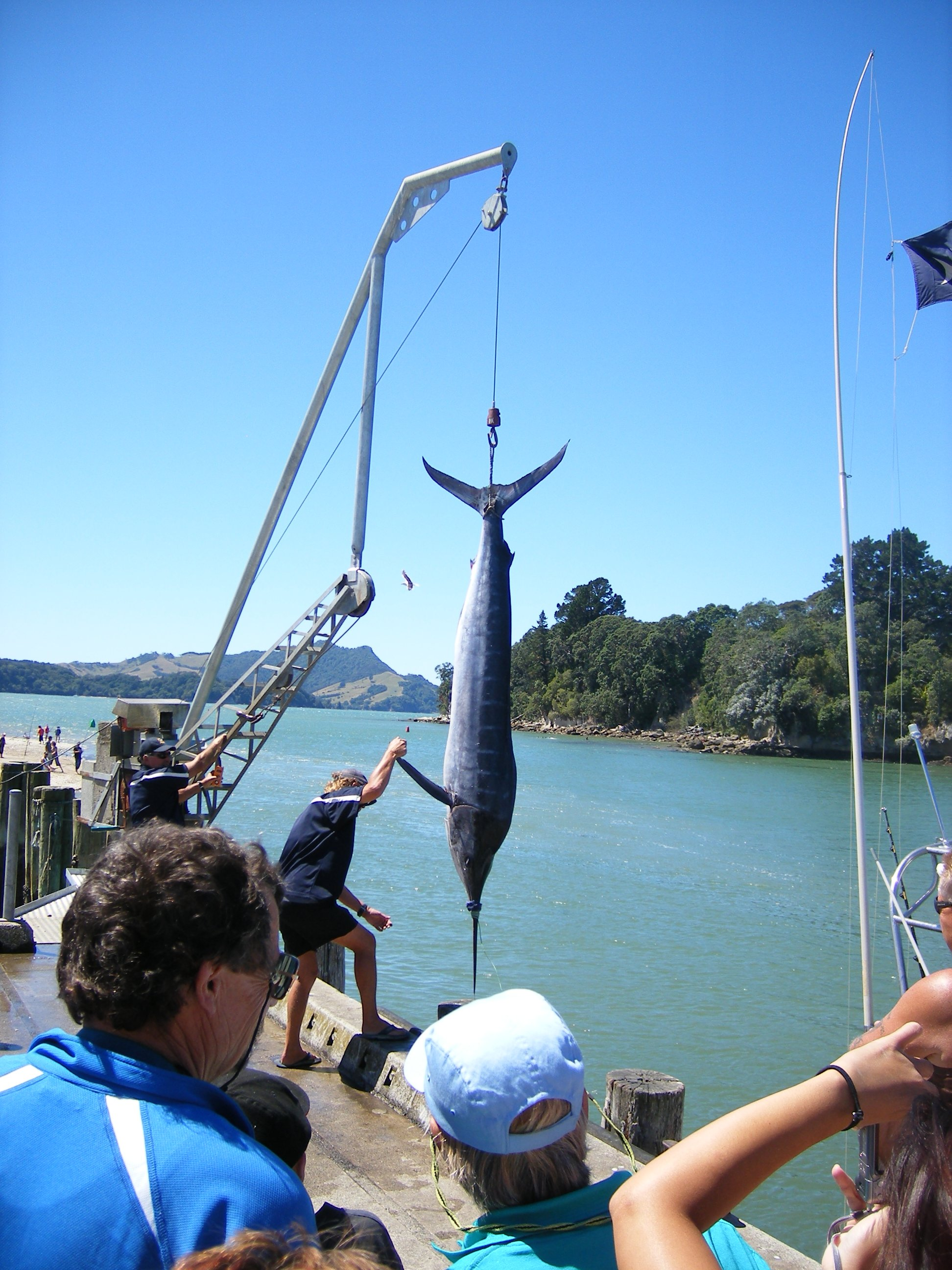
Cá marlin sọc được bảo vệ khỏi việc đánh bắt thương mại ở hầu hết các vùng biển của Hoa Kỳ theo đạo luật của Quốc hội, với các nỗ lực bảo tồn rộng rãi hơn do nhiều ủy ban và hội đồng quốc tế quản lý

## Khai thác

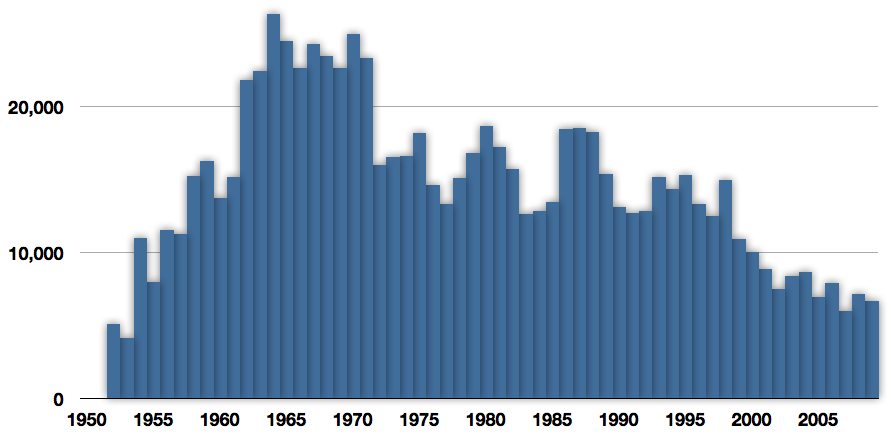